# ガリバーの宇宙旅行
『ガリバーの宇宙旅行』（ガリバーのうちゅうりょこう 英文：Gulliver Space Travel）は、1965年3月20日に東映系で公開された、東映動画製作の劇場用アニメ映画。東映スコープ、カラー。80分。
キャッチコピーは「月がにっこり星がきらきら 宇宙へ一とび テッド少年の大冒険!」。

## 概要
東映動画の劇場用アニメ映画第8作にして、初の宇宙SF作品。孤児テッドがふとしたことからガリバー博士と知り合い、仲間達と共に「希望の星」目指して宇宙旅行に出発する物語。内容はジョナサン・スウィフトの名作で、本作冒頭でも映される『ガリバー旅行記』から取っているが、目的地が「青い星」となっている事、そしてラストのどんでん返しは、モーリス・メーテルリンクの『青い鳥』を思わせる。
仮題はモデル作をアレンジした「ガリバー宇宙旅行記」。
声優には、主人公テッド役に人気歌手・坂本九を起用、他には俳優・小沢昭一や宮口精二などを起用した。

## ストーリー
とある町に、テッドという少年がいた。だがテッドには両親も住む家もない。今日も映画館で『ガリバー旅行記』を無銭見物をしているところを係員に見つかり、追い出されてしまった。テッドは映画館に掲げられているガリバーの絵を見ながら、「何が『希望を捨てるな』だ…」と憎憎しげに呟いた。
やがてテッドは、捨てられていた喋れる兵隊人形「大佐」とノラ犬「マック」と知り合い、無人の遊園地で気晴らしとばかり遊ぶ。だが夜警に追われて花火で退散、やがて花火はとある森の一軒家の前に不時着、そこでテッド達が見たのは、すっかり老いたガリバーだった。ガリバーは「青い希望の星」に人生最後の旅をすべく、ロケット「ガリバー号」を建造していた。これを聞かされ、テッド一行は自分達も行こうと決意する。
やがてロケットは完成し、テッド一行・ガリバー博士と、博士のペットのカラス・クローは、森の動物たちに見送られて宇宙に旅立つ。途中で「時間が逆回転する空間」を突破し、青い星に近づいたその時、数機の未確認飛行物体に連れられ、その近所の紫色の星に到着する。そこに現れたのは、ロボットの様な宇宙人であり、一行は王女達に連れられて宮殿へ行き、歓迎会へ呼ばれる。そこでテッドは地球の事を歌って教えた。王女は喜ぶが、皆は「この星から比べればいい方だ」と発言する。もともと彼らの先祖は青い星に住んでいたのだが、科学が発達するあまり、あらゆるシステムをロボット任せにして楽をしていたのだ。だがやがてロボット達が悪の自我を持ち始め、クーデターを起こして、青い星を乗っ取ってしまったのだ。これを聞いてテッドは衝撃を受ける。
やがて青い星のロボット軍団が襲い掛かり、王女を連れ去る。ロボット達が「水を浴びると解体する」ことを知ったテッド一行はガリバー号で青い星に出撃する。テッドは水鉄砲で、マックは水風船で軍団を攻撃、兵士ロボットを全滅、残るは首領ロボットのみとなる。だが首領はいくら水をかけても解体しない。痺れを切らしたテッドは首領の体に飛び乗り、背中のハッチから内部を見た。実は首領ロボットは兵士ロボットが操縦する、内部操縦型だったのだ。テッドは内部の操縦ロボットを水鉄砲で破壊、その結果、操縦者を失った首領は目茶苦茶に暴れて自滅した。そしてテッドは王女を救出するとやおらに水をかける。｢王女も壊れてしまう｣と大佐は心配したが、パカっと割れた王女の中から人間体の美少女が現れる。実はその美少女こそ王女の真の姿であり、彼らはロボットを建造すると共に、自らもロボット状になっていて、テッドはその事を見抜いていたのだった。そして青い星に朝日が昇り、テッドは王女に「青い星は生まれ変わるんだ」と励ました。
地球の、元いた街で目覚めたテッド。
じゃれついてきた犬に｢マック｣、捨てられていた兵隊人形に｢大佐｣と呼びかけ挨拶をする。
マックも大佐も言葉を話す事はない。
テッドは走り出す。
希望に満ちた笑顔を浮かべなから。

## 声の出演
- テッド：坂本九
- 紫の国の王女：本間千代子
- ガリバー博士：宮口精二
- ノラ犬マック：堀絢子
- 人形の大佐：小沢昭一
- 夢の使者キューピッド：岡田由紀子
- 紫の国の王様：大泉滉
- 紫の国の科学者たち：ダニー飯田とパラダイス・キング
- 青い星のロボット：今西正男
- 烏のクロー：伊藤牧子
- 予告編ナレーター：近石真介

## スタッフ
- 製作：大川博
- 企画：小野沢寛、籏野義文
- 脚本：関沢新一
- 原画監督：古沢日出夫
- 音楽：冨田勲
- 美術：横井三郎
- 原画：大塚康生、永沢詢、竹内留吉、月岡貞夫、小田克也、菊池貞雄、大田朱美、松原明徳、森康二
- 動画：中谷恭子、倉橋孝治、宮崎駿、堰合昇、相磯嘉雄、柴田圭子、長尾雅子、黒沢隆夫、坂野隆雄、薄田嘉信、藤本芳弘、斉藤瑛子、花田玲子、阿久津文雄、石井基子、阿部隆、堀池義治、笠井晴子、富永勤、坂野勝子、草間真之介、村松錦三郎、竹内大三、長沼寿美子
- 「地球の歌」美術：児玉喬夫
- 背景：杉本英子、遠藤重義、土田勇、辻忠直
- 演出助手：設楽博、山口康男
- 撮影：篠崎文男、林昭夫
- 録音：石井幸夫
- 編集：稲葉郁三
- 効果：岩藤竜三
- 記録：菅原節代
- 製作進行：古沢義治
- 彩色：渡部益美、中林伸子
- トレース：風間和子、湯沢紀久子、入江三帆子
- 特殊効果：山本千秋
- 仕上検査：佐藤章二
- 監修：山本早苗、藪下泰司
- 演出：黒田昌郎

## 挿入歌
全て、作詞：関沢新一／作曲：冨田勲。
- 「遊園地の歌」
  - 歌：坂本九
  - 無人の遊園地で遊ぶテッド・大佐・マックの場面で流される。
- 「ガリバー号マーチ」
  - 歌：西六郷少年少女合唱団、東京ルナ・アルモナコ
  - ガリバー博士一行が「ガリバー号」へ搭乗する場面で流される。
- 「地球の歌」
  - 歌：坂本九
  - 歓迎会の席上、テッドが地球の事を教える場面で流される。3パートからなり、2パート目は地球の春夏秋冬を教える中、「住宅密集」「核兵器」「自動車の騒音公害」「過疎地の貧困」といった、時代を背景する歌詞が含まれている。
- 「ロボットたちの歌」
  - 歌：ダニー飯田とパラダイス・キング
  - 科学者たちの過去を振り返る場面で流される。前半の「ロボット誕生」までは画面や曲は明るいが、後半、ロボット達がクーデターを起こす場面は一転、場面は暗くなり、曲も恐ろしくなる。

## 製作
1963年に『わんわん忠臣蔵』の少しあとに制作がスタート。当初の公開予定は1964年12月だった。『わんわん忠臣蔵』のLD（絶版）に収録された「東映動画スタジオニュース」では、『わんわん忠臣蔵』とともに本作の製作が映し出されている。
だが、東映動画がテレビアニメの制作を開始した影響を受け、制作作業が中断する。そのため1964年は一本も新作アニメが公開されず、3月には『西遊記』のリバイバルとテレビアニメ『狼少年ケン』の再編集版を上映、その後も『少年猿飛佐助』と『ケン』の再編集や、『ケン』『少年忍者風のフジ丸』および他社のテレビアニメの再編集を加えた上映プログラムが組まれ、これらは東映まんがまつりにつながっていく。本作の制作は1964年3月に再開され、1965年公開となった。大塚康生は再開当初、本作と『ケン』の作業を掛け持ちする「つらい時期がだらだら続いた」と述べている。
宇宙人の形はチェスの駒をヒントとし、動きは『ひょっこりひょうたん島』のひとみ座にモデル人形を作成させ、フィルム撮影したものを参考とした（ロトスコープの変型）。
製作スタッフには、若き日の宮崎駿も参加しており、一介のアニメーター（動画）にすぎなかった宮崎は、人間味を感じられないロボットのまま迎えるエンディングに納得がいかず、「ロボットは実は人間だった」という演出を提案し、採用されている。少女が眠りから目覚めるシーンの作画も宮崎が手がけている。ロボットが暴れて壊すシーンなども担当しているが、後に「最悪の作品だと思っていますけど」と笑いながら評している。
脚本を手掛けた関沢新一は、当時東宝の専属であり東映制作である本作品への参加は契約違反にあたるものであったが、関沢は東宝の文芸部で「長編マンガを書きたい」と主張し、当時の東宝では制作していなかったアニメ映画に参加する代わりに東宝にもいい作品を書くという条件で承諾を得た。文芸部で「東映で書く」と大っぴらに宣言したことで止めようもなかったという。
なお、次作『サイボーグ009』公開までは、再びテレビアニメのブローアップ版やリバイバル作品で間に合わせた。

## 評価
宮崎駿を含めた当時の制作スタッフからは不満の声が上がり、月岡貞夫はのちに「ガリバーがつまらなすぎて、狼少年ケンの制作に移動した」と語っている。大塚康生も「準備不足、その他の原因から弱い作品に終わってしまいました」と評している。
宮崎によると子供にも不人気で、退屈した子供たちが劇場内を走り回っていたという。

## 同時上映
| 作品名                            | 原作     | 声の出演                       |
| --------------------------------- | -------- | ------------------------------ |
| 狼少年ケン おく病なライオン       | 大野寛夫 | 西本雄司、水垣洋子、田上和枝   |
| 少年忍者風のフジ丸 まぼろし魔術団 | 白土三平 | 小宮山清、加藤みどり、芳川和子 |

## 推薦
- 文部省推薦
- 厚生省中央児童福祉審議会推薦
- 東京都教組推薦
- 日本PTA全国協議会推薦
- 映倫青少年映画審議会推薦
- 優秀映画鑑賞会推薦[1]

## 映像ソフト化
- LD化はされたが絶版、現在は2003年1月より東映ビデオからDVDが販売&レンタルされている。